# Рина Зелена
Зелена Рина (нар. 25 жовтня (7 листопада) 1901 — пом. 1 квітня 1991) — російська радянська актриса театру і кіно. Народна артистка РРФСР (1970).
Закінчила Театральну школу в Москві (1919). Працювала у театрах Петрограда й Москви. З 1930 р. виступала на естраді.

## Біографія
Народилася 25 жовтня (7 листопада) 1901 року, в сім'ї Василя Івановича і Надії Федорівни Зелених. У джерелах зустрічаються різні дати народження акторки ; всі сходяться лише в тому, що народилася вона в Ташкенті. Навчалася в реальному училищі, коли її батька, Василя Івановича Зеленого, перевели на службу з Ташкенту до Москви, вона вступила до гімназії фон Дервіза в Горохівському провулку.
У 1919 році закінчила Московське театральне училище . Її вчителями були Іларіон Пєвцов, Микола Радін, Марія Блюменталь-Тамаріна .
Тоді ж вийшла заміж за юриста Володимира Блюменфельда, але незабаром вони розлучилися через несхожість характерів. Другим чоловіком актриси був архітектор Костянтин (Коте) Топурідзе. Дітей не було.
Починала на естраді як професійна співачка, але потім повністю присвятила себе театральній кар'єрі. Працювала в театрах (з 1921 року) «Балаганчик» (Петроград), «Кріт» (Одеса) , кабаре «Неридай».

Актриса грала ексцентричні ролі в пародійних п'єсах, виконувала монологи у віршах, коломийки, пісеньки, написані на музику М. Блантера, С. Каца, Ю. Мілютіна. Уже 1923 року публіка спеціально приходила до номера акторки, що давало привід конферансьє С. Тимошенку («Балаганчик») представляти її так: 
«Це сучасна акторка, акторка сьогодення, акторка мови, оповідачка, мімістка, танцівниця, танцюристка, співачка, - все це вона проробляє з іронічно-лукавою посмішкою, блиском очей і миттєвою реакцією на оточуюче» .
У 1924 році стала актрисою Московського театру сатири. З 1928 року перейшла в трупу Театру оглядів при Будинку друку. Працювала в Московському і Ленінградському мюзик-холах (1929-1931), Московському театрі мініатюр (1938-1941) . У 1930-ті роки виступала на естраді з розповідями про дітей, працювала на радіо. В її репертуарі вірші Володимира Маяковського, Агнії Барто, Самуїла Маршака, Сергія Михалкова .
У 1929 році Зелена була змушена заповнити паузу, що виникла в концерті через непередбачувані обставини, і прочитала «Мийдодір» Корнія Чуковського голосом дитини. Успіх був оглушливим. Так виник знаменитий жанр «Дорослим про дітей» або «Про маленьких для великих», що став з 1940-х років основним для її концертної естради. В образі доброї, веселої дівчинки виконувала монологи, співала дитячі пісеньки («Чорнобурка», «Чомучка», «Пір'ячко у пташки»). Органічність виконання ролі була настільки велика, що на радіо йшли листи маленьких слухачів актрисі .
Унікальна індивідуальність акторки, що сформувалася завдяки природній схильності до пародіювання, ексцентрики, імпровізації, дала їй змогу створити низку яскравих сатиричних ролей і номерів. У пародійному номері «Чарльстушки» акторка, виконуючи коломийки в російському сарафані, раптово скидала його і залишалася в шаржованому костюмі (купальник, але застебнутий наглухо воріт косоворотки, голова срібного півня на трусиках і пишний букет страусових пір'їн збоку, немов би хвіст півня), переходила на чарльстон і в його ритмі продовжувала виконувати коломийки. У мініатюрі «Антракт без антракту» (1938) втілила сатиричний образ хвацької, нахабної буфетниці - цю роль актриса написала сама. У мініатюрі Л. Ленча «Одну хвилиночку» (1940) зіграла зубного лікаря, зайнятого громадською роботою.

Під час Великої Вітчизняної війни брала участь у виступах фронтових артистичних бригад, за що 1944 року була нагороджена орденом Червоної Зірки. У нагородному листі до ордена зазначено:
Перебуваючи на 4 Українському фронті т. Зелена разом із бойовими частинами пройшла через Карпати. У хвилини перепочинку між боями в землянці, зруйнованому сараї або на галявині виступала в 83 концертах для рядових, офіцерів і генералів .
Знімалася в кіно («Підкидьок», «Весна», «Світлий шлях», «Пригоди Буратіно», у серіалі про Шерлока Холмса), писала сценарії, оповідання у співавторстві з А. Барто («Строкаті оповідання», 1958).
1981 року вона написала автобіографічну книгу «Разрозненные страницы», адресовану широкому колу читачів. Книжка містить опис творчого світу, в якому жила акторка, з ким її зводила доля і як це діяло на неї, як на творчу особистість. У книзі були присутні такі особистості, як Аркадій Райкін, Сергій Михалков, Любов Орлова, Корній Чуковський і багато інших .
Своїм унікальним незабутнім голосом вона озвучила безліч мультфільмів .
Жила в Москві в колишньому прибутковому будинку Першого Російського страхового товариства (Кузнецький Міст, 21/5 - Велика Луб'янка, 5/21). Останні роки свого життя провела в Будинку ветеранів кіно в Матвіївському.
Померла 1 квітня 1991 року у віці 89 років у Москві. Похована на Введенському цвинтарі, поруч із чоловіком - архітектором Костянтином Топурідзе (3 уч.).

## Фільмографія
Знімалась у кіно з 1931 р. («Світлий шлях», «Весна», телесеріали «Пригоди Буратіно», «Про Червону Шапочку», «Пригоди Шерлока Холмса і доктора Ватсона»), а також у фільмі «Іноземка» (Одеська кіностудія, 1965, мадам Жубер).
- 1971 — 12 стільців — редакторка журналу
- 1979 — Шерлок Холмс і доктор Ватсон — Місис Хадсон
- 1980 — Пригоди Шерлока Холмса і доктора Ватсона — Місис Хадсон
- 1981 — Пригоди Шерлока Холмса і доктора Ватсона: Собака Баскервілей — Місис Хадсон
- 1983 — Пригоди Шерлока Холмса і доктора Ватсона: Скарби Агри — Місис Хадсон
- 1986 — Пригоди Шерлока Холмса і доктора Ватсона: Двадцяте століття починається — Місис Хадсон